# Уральде, Педро
Педро Уральде (исп. Pedro Uralde Hernáez; 2 марта 1958, Витория-Гастейс, Испания) — испанский футболист, играл на позиции нападающего.
Выступал, в частности, за клуб «Реал Сосьедад», а также национальную сборную Испании.
Двукратный чемпион Испании и обладатель Суперкубка Испании.

## Клубная карьера
Родился 2 марта 1958 года в городе Витория-Гастейс. Воспитанник юношеских команд футбольных клубов «Ауррера» (Витория) и «Реал Сосьедад». Во взрослом футболе дебютировал в 1976 году выступлениями за команду клуба «Сан-Себастьян», в котором провел три сезона.
Своей игрой за эту команду привлек внимание представителей тренерского штаба клуба «Реал Сосьедад», к составу которого присоединился в 1979 году. Отыграл за клуб из Сан-Себастьяна следующие семь сезонов своей игровой карьеры. Большинство времени, проведенного в составе «Реал Сосьедада», был основным игроком атакующего звена команды. В составе «Реал Сосьедада» был одним из главных бомбардиров команды, имея среднюю результативность на уровне 0,35 гола за игру. За это время дважды завоевывал титул чемпиона Испании.
Впоследствии с 1986 по 1990 год играл в составе команд клубов «Атлетико» и «Атлетик Бильбао». В Мадриде у него не сложилось: в 28 играх он забил 8 голов, да и новый президент клуба не был заинтересован в сотрудничестве с баском. Зато в Бильбао развернули концепцию по сбору басков-лидеров в свою команду. Поэтому Уральде согласился на переезд. И в первом же своем сезоне он забил больше всего голов в команде — 15. Следующий сезон был менее удачным: лишь 6 голов, смена тренера, и Уральде все меньше находилось места в основе. Титулованный ветеран баскского футбола вынужден был искать новое место.
Следовательно завершать профессиональную игровую карьеру Педро Уральде пришлось в низшей по рангу лиге — Сегунде, выступая за «Депортиво». В Ла-Корунье он выступал в течение 1990—1992 годов. Уже в первом сезоне он активно приобщился к успешного возвращения галисийцев в Ла-Лигу, сыграв 32 игры и отметившись 15 голами. Следовательно Педро пришлось начинать эпоху «супер Депора»: команда, которая пошатнула гегемонию «Барселоны» и «Реала», постоянно обыгрывая их и занимая призовые места в первенстве Испании на протяжении десятка лет. Первый сезон молодые галисийцы присматривались к сильнейшим командам лиги, постоянно находясь в середине турнирной таблицы. Для Педро этот сезон 1991—1992 годов также не слишком был удачным: хоть и провел 33 игры, и в большинстве из них он был игроком ротации, поэтому забил лишь 8 голов (три из них в ворота «Спортинга»). В конце сезона 34-летний игрок, страдая от травм и в поисках нового места работы, решил завершить карьеру.
По завершении карьеры футболиста, Педро не порвал с футболом окончательно, он остался профессиональным консультантом/аналитиком и посредником (типа агента) для футболистов и тренеров.

## Выступления за сборные
В 1982 году провел три официальные игры в составе национальной сборной Испании. В составе сборной был участником домашнего чемпионата мира 1982 года.
На протяжении 1988—1990 годов он попробовал свои силы в сборной Басков по футболу. Проведя с ним две игры и забив 2 гола.

## Достижения
- Чемпион Испании (2):

«Реал Сосьедад»: 1980-1981, 1981-1982